# Matti Koskela
Matti Juhani Koskela, född 15 november 1933 i Kajana, död 3 juli 2020 i Lahtis, var en finländsk målare, grafiker och skulptör.

## Biografi

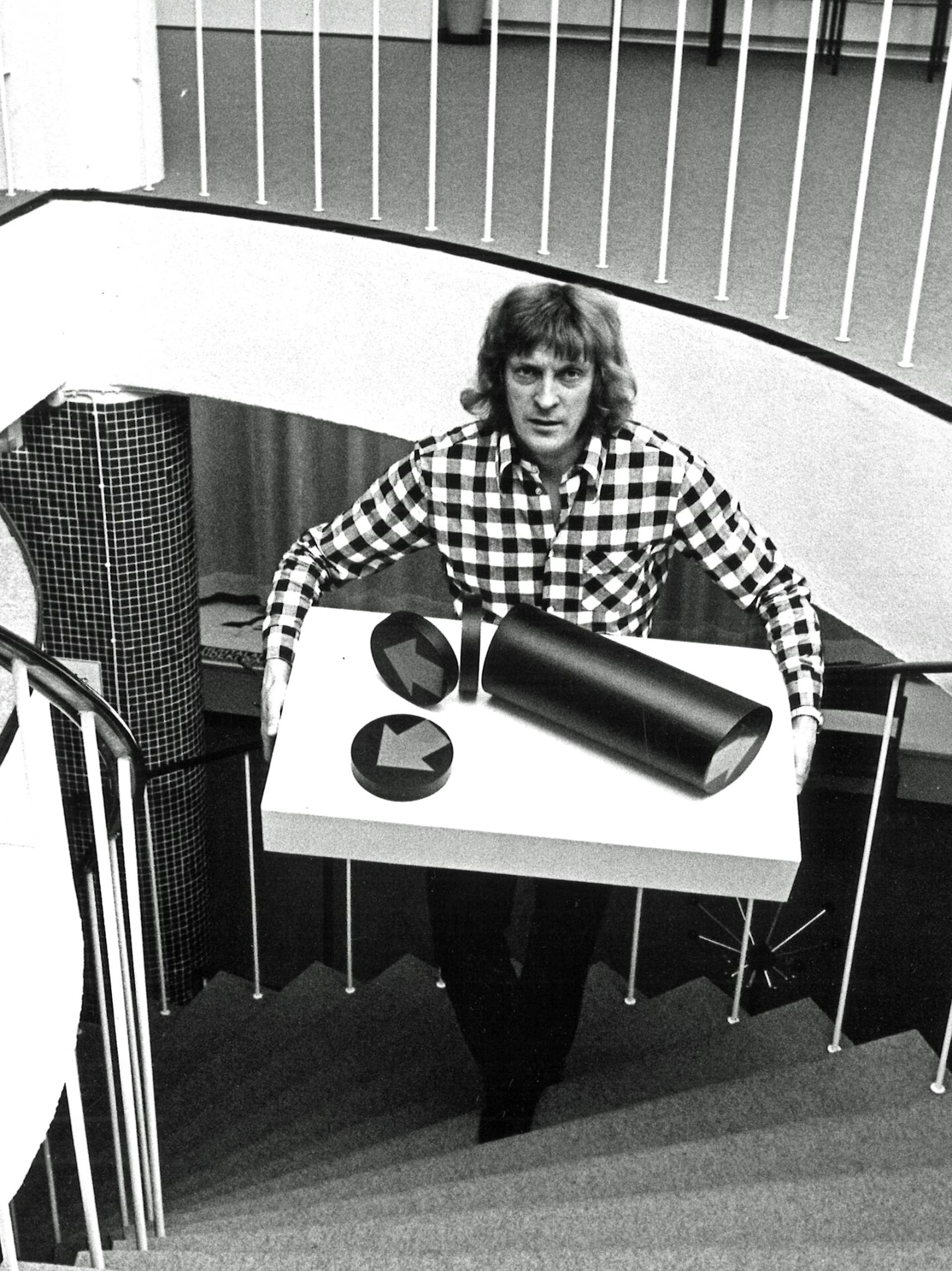
Matti Koskela år 1972.

Koskela utbildade sig först till folkskollärare vid seminariet i Kajana 1950–1955, och studerade därefter reklam vid Markkinointi-instituutti 1959. Åren 1959–1960 studerade han vid Finlands konstakademis skola under Tuulikki Pietiläs ledning. Hans huvudsakliga tekniker var gouachemålningar på papper, akrylmålningar på duk, grafik i serigrafiteknik och skulpturer av trä och metall. Han ägnade sig åt det abstrakta och geometriska uttrycket med triangeln och cirkeln som utgångspunkt i sina olika tekniker, konsekvent och med matematisk exakthet.
I början av 1970-talet tillhörde Koskela den ljuskinetiska konstens pionjärer i Finland. Han sysslade även mycket med tolkningar av Kalevala i sin konst. Offentliga konstverk av honom finns bland annat i teaterhuset i Uleåborg (1972), stadshuset i Kajana (1978), teaterhuset i Lahtis (1983) och Jorvs sjukhus (1994) i Esbo. Han har tillhört Dimensiogruppen sedan den grundades 1972 (ordförande 1977–1979) och Ultima Thule-gruppen sedan 1987. Han utsågs 1985 till ordförande för Nordisk grafik union. Han undervisade vid handelsläroverket i Kajana (1956–1969), Lahtis konstinstitut (1971–1974), Lahtis konstskola (från 1976), Konstindustriella högskolan (1981–1982) och utomlands vid Washington University in St. Louis, School of Fine Arts (1975–1976).
Koskela innehade ett flertal förtroendeuppdrag i olika konst- och konstnärsorganisationer. Han var länskonstnär i Tavastehus län 1973–1980 och tilldelades professors titel 1992.